# Marc Webb
Pour les articles homonymes, voir Webb.
Marc Webb est un réalisateur américain né le 31 août 1974. Il est surtout connu pour être le réalisateur des films The Amazing Spider-Man (2012) et The Amazing Spider-Man : Le Destin d'un héros (2014).

## Biographie
Marc Webb nait le 31 août 1974 d'un père mathématicien et d'une mère biologiste. Il n'a pas d'intérêt réel pour les études qui s'éternisent. Il finit à peine un semestre au Colorado College qu'il reporte son attention ailleurs.
L'ancien de l'Art Center se tourne très vite vers le tournage de vidéos et il multiplie les expériences en planchant sur divers projets. Il tourne un documentaire sur la musique intitulé Hype! en 1996 avant de signer My star des Shame Idols, son tout premier clip, deux ans plus tard.
D'autres noms de la musique lui feront par la suite confiance. Comme Daniel Powter, Evanescence, My Chemical Romance, Green Day ou Lenny Kravitz. 
Il réalise son premier long-métrage (500) jours ensemble, une comédie romantique avec Joseph Gordon-Levitt et Zooey Deschanel. Le film est un succès critique et commercial.
À peine ses premiers pas au cinéma faits, Sony l’engage pour réaliser The Amazing Spider-Man, le nouveau reboot de la franchise. Le film est un succès au box-office, et les critiques apprécient la performance d’Andrew Garfield, le nouveau Spider-Man.
Webb réalise The Amazing Spider-Man : Le Destin d'un héros, la suite du film précédent. Cette fois-ci, le film est un échec et annule tout espoir d’une suite.
En 2019, Disney annonce qu'il sera le réalisateur de Blanche-Neige, remake en prise de vues réelles de Blanche-Neige et les Sept Nains.

## Filmographie

### Cinéma
- 2009 : (500) jours ensemble (500 Days of Summer)
- 2012 : The Amazing Spider-Man
- 2014 : The Amazing Spider-Man : Le Destin d'un héros (The Amazing Spider-Man 2)
- 2017 : Mary (Gifted)
- 2017 : Liaisons à New York (The Only Living Boy in New York)
- 2025 : Blanche-Neige (Snow White)
- prochainement : Day Drinker

### Télévision
- 2015 : Crazy Ex-Girlfriend - saison 1, épisode 1
- 2015-2016 : Limitless (série télévisée)
- 2019 : The Society
- 2019 : Why Women Kill
- 2024 : Meurtres et Autres Complications

### Courts-métrages
- Seascape
- L.A. Suite

### Clips musicaux
- Santana feat. Musiq - Nothing At All - 2000
- Green Day - Waiting - 2001
- Counting Crows – American Girls – juin 2002
- My Chemical Romance - Helena - 2005
- My Chemical Romance - The Ghost Of You - 2005
- My Chemical Romance - I'm not Okay 2005
- Daniel Powter - Bad Day - 2005
- Daniel Powter - Lie To Me - mars 2006
- The Pussycat Dolls feat. Timbaland - Wait A Minute - octobre 2006
- Good Charlotte - The River - Hiver 2007
- Evanescence - Good Enough - septembre 2007 (codirecteur avec Rich Lee)
- Miley Cyrus - Start All Over - Décembre 2007
- Lenny Kravitz - I'll Be Waiting
- Maroon 5 - Goodnight, Goodnight - janvier 2008
- All American Rejects - Gives You Hell - 2008
- Green Day - 21 Guns - juin 2009
- Green Day - 21st Century Breakdown - septembre 2009
- Avril Lavigne - Wish You Were Here - août 2011
- Zayn feat. Sia - Dusk Till Dawn - 2017